# Pool of Radiance
Pool of Radiance este un joc video de rol dezvoltat și publicat de Strategic Simulations, Inc. (SSI) în 1988. A fost prima adaptare a jocului de rol de fantezie de la TSR Advanced Dungeons & Dragons (AD&D) pentru computere de acasă⁠(d), devenind primul episod dintr-o serie de patru jocuri de aventură pe computer D&D. Celelalte jocuri din seria Gold Box au folosit motorul de joc de pionierat din Pool of Radiance, la fel ca și titlurile ulterioare D&D, cum ar fi jocul online Neverwinter Nights. 
Pool of Radiance are loc în decorul fantastic Forgotten Realms, cu acțiunea centrată în și în jurul orașului-port Phlan.
La fel ca în jocurile tradiționale D&D, jucătorul începe prin a construi un grup de până la șase personaje, alegând rasa, sexul, clasa și abilitățile fiecăruia. Grupul jucătorului este însărcinat să ajute zona locuită a orașului, înlăturând răufăcătorii care au pus stăpânire pe împrejurimi. Personajele trec de la o zonă la alta, luptându-se cu trupe de inamici pe măsură ce înaintează și în cele din urmă se confruntă cu puternicul conducător al forțelor malefice. În timpul jocului, personajele jucătorului câștigă puncte de experiență, ceea ce le permit să-și crească abilitățile. Jocul folosește în primul rând o perspectivă la persoana întâi, cu ecranul împărțit în secțiuni pentru a afișa informații textuale pertinente. În timpul secvențelor de luptă, afișajul trece de la o vizualizare de sus în jos la o vizualizare izometrică a jocurilor video.
În general bine primit de presă, Pool of Radiance a câștigat premiul Origins pentru „cel mai bun joc pe computer de fantezie sau științifico-fantastic din 1988”. Unii recenzori au criticat asemănările cu alte jocuri contemporane și lentoarea sa pe alocuri, dar au lăudat grafica jocului și aspectele sale de aventură și lupta de rol. De asemenea, a fost bine considerată și capacitatea de a exporta personaje de jucător din Pool of Radiance în jocurile SSI ulterioare ale seriei.

## Recepție
SSI a vândut 264.536 de exemplare Pool of Radiance pentru computere în America de Nord, de trei ori mai mult decât Heroes of the Lance, un joc de acțiune cu licență AD&D lansat, de asemenea, de SSI în acel an. A devenit de departe cel mai de succes joc al companiei de până atunci; chiar și cartea sa de indicii s-a vândut mai mult decât oricare joc SSI anterior. A dat naștere unei serii de jocuri (Curse of the Azure Bonds⁠(d); Secret of the Silver Blades⁠(d); Pools of Darkness⁠(d) & Ruins of Myth Drannor⁠(d)), care s-au vândut în peste 800.000 de exemplare în întreaga lume până în 1996.
În avanpremiera din Computer Gaming World din iulie 1988, editorul a remarcat un sentiment de deja vu. El a descris asemănarea ecranului jocului cu RPG-urile anterioare pe computer. De exemplu, vizualizarea tridimensională a labirintului din fereastra din stânga sus a fost similară cu Might & Magic sau Bard's Tale, ambele lansate la mijlocul anilor 1980. Fereastra cu o listă de personaje a apărut în Wasteland⁠(d) din 1988; iar utilizarea unui personaj activ pentru a reprezenta grupul a făcut parte din jocul Ultima V⁠(d). De asemenea, recenzorul a remarcat că abordarea de proiectare a jocului a fost mai apropiată de Wizard's Crown⁠(d) de la SSI decât de celelalte jocuri din gen.
IGN a clasat Pool of Radiance pe locul 3 în lista lor „Top 11 jocuri Dungeons & Dragons din toate timpurile” în 2014. Ian Williams de la Paste a evaluat jocul pe locul 5 pe lista sa cu „cele mai bune 10 jocuri video Dungeons and Dragons” în 2015.